# Ha, die Pa!
Ha, die Pa! is een Nederlandse comedyserie met Luc en Joris Lutz als vader Norbert en zoon Matthijs Hoogendijk. Ha, die Pa! liep vijf seizoenen en werd tussen 16 november 1990 en 29 november 1993 uitgezonden door de NCRV.

## Ontstaan
Ha, die Pa! is een bewerking van de Britse comedy Home to Roost die tussen 1985 en 1990 op Channel 4 werd uitgezonden. De Amerikaanse versie heet You Again? en liep twee seizoenen waarvan de KRO in 1989 enkele afleveringen uitzond; de hoofdrollen werden gespeeld door Jack Klugman (vader) en John Stamos (zoon).

## Verhaal
De serie speelt zich af in Rijswijk en volgt de verwikkelingen van Norbert Hogendijk en zijn zoon Matthijs. Na een tijd bij zijn moeder gewoond te hebben, staat Matthijs Hogendijk plotseling weer op de stoep bij zijn vader Norbert. Zij moeten weer erg aan elkaar wennen. Later komt ook dochter Freddy, gespeeld door Bettina Berger, bij haar vader wonen. De familie Hogendijk wordt bijgestaan door huishoudster Suus.

## Rolverdeling
| Personage          | Acteur/actrice    |
| ------------------ | ----------------- |
| Norbert Hogendijk  | Luc Lutz          |
| Matthijs Hogendijk | Joris Lutz        |
| Suus van Roon      | Guusje Westermann |
| Freddy Hogendijk   | Bettina Berger    |

### Terugkerende bijrollen
| Tilly                                                            | Marijke Merckens    |
| Ex-vrouw van Norbert en moeder van Matthijs, Freddy en Henriëtte |                     |
| Henriëtte Hogendijk                                              | Patricia Schildkamp |
| Dochter van Norbert en Tilly en zus van Matthijs en Freddy       |                     |
| Sjuul                                                            | Jasper Faber        |
| Vriend van Matthijs                                              |                     |

## Gastrollen
| Personage             | Acteur/actrice                   | Seizoen | Aflevering | Aflevering (titel)  | Periode |
| --------------------- | -------------------------------- | ------- | ---------- | ------------------- | ------- |
|                       |                                  | 1       | 1          | Een Nieuw leven     | 1990    |
| Dir. Drakenburg       | Jurg Molenaar                    | 1       | 2          | Rotte appels        | 1990    |
| Christien             | Mirte Van Heusden                | 1       | 3          | Liefde is...        | 1990    |
| Vader Chris           | Adriaan Adriaanse                | 1       | 3          | Liefde is...        | 1990    |
| Buurman Karel         | Ad Hoeymans                      | 1       | 4          | Verdacht            | 1990    |
| Buurjongen Jan-Willem | Michiel Nooter                   | 1       | 4          | Verdacht            | 1990    |
| Agent                 | Paul Gieske                      | 1       | 4          | Verdacht            | 1990    |
| Wendela               | Sylvia Millecam                  | 1       | 5          | Een afspraakje      | 1990    |
| Consulent Arbeidsburo | Bob van Tol                      | 1       | 6          | Kleingeld           | 1990    |
| Dhr. van Keekem       | Gregor Frenkel Frank             | 1       | 6          | Kleingeld           | 1990    |
| Dhr. van Keekem       | Gregor Frenkel Frank             | 2       | 10         | Carrière            | 1991    |
| Dochter Eugenie       | Sheila Lever                     | 1       | 6          | Kleingeld           | 1990    |
| Van Asten             | Kees Coolen                      | 1       | 9          | Favoriet            | 1991    |
| Van Driel             | Hans van den Berg                | 1       | 9          | Favoriet            | 1991    |
| Meneer Mager          | Hans van den Berg                | 5       | 50         | In de klem          | 1993    |
| Doorenbosch           | Flip Heeneman                    | 1       | 9          | Favoriet            | 1991    |
| De Vos                | Jan Martinus                     | 1       | 9          | Favoriet            | 1991    |
| Eduard Hogendijk      | Arnold Gelderman                 | 2       | 10         | Carrière            | 1991    |
| Dhr. Oudshoorn        | Frans Kokshoorn                  | 2       | 10         | Carrière            | 1991    |
| Baron Van Impe        | Arthur Boni                      | 2       | 10         | Carrière            | 1991    |
| Bankemployé           | Edmond Classen                   | 2       | 11         | Plastic droomwereld | 1991    |
| Moniek                | Ariane Meijer                    | 2       | 11         | Plastic droomwereld | 1991    |
| Moeder Theo           | Margreet Heemskerk               | 2       | 12         | Feestje             | 1991    |
| Vader Ada             | Rob van de Meeberg               | 2       | 12         | Feestje             | 1991    |
| Vampirella            | Arianne Fennema                  | 2       | 12         | Feestje             | 1991    |
| Lydia                 | Marjan Luif                      | 2       | 13         | Amateurtoneel       | 1991    |
| F-Side                | Joe Montana                      | 2       | 14         | Burgerwacht         | 1991    |
| Ronnie                | Hubert Fermin                    | 2       | 14         | Burgerwacht         | 1991    |
| Ron                   | Hubert Fermin                    | 3       | 26         | Het Huwelijk        | 1992    |
| Agente                | Nessa Aberkan                    | 2       | 14         | Burgerwacht         | 1991    |
| Agent                 | Martin Mens                      | 2       | 14         | Burgerwacht         | 1991    |
| Mevr. De Rooy         | Elsje Scherjon                   | 2       | 15         | Geestverschijning   | 1991    |
| Edith Goedhals        | Bea Meulman                      | 3       | 17         | Dorpspolitiek       | 1992    |
| Berend de Bruyn       | Wim van den Heuvel               | 3       | 17         | Dorpspolitiek       | 1992    |
| Ambtenaar             | Ellen de Vries                   | 3       | 17         | Dorpspolitiek       | 1992    |
| Loetje                | Pieter Lutz                      | 3       | 18         | Dagje ouder         | 1992    |
| Louis                 | Pieter Lutz                      | 5       | 45         | Lang zal ie leven   | 1993    |
| Dokter                | Ella van Drumpt                  | 3       | 18         | Dagje ouder         | 1992    |
| Zuster De Herder      | Ella van Drumpt                  | 5       | 46         | Lot uit de loterij  | 1993    |
| Hanna Schwartz        | Sjoukje Hooymaayer               | 3       | 19         | Het witte bruggetje | 1992    |
| Louise                | Caroline de Bruijn               | 3       | 20         | De ware             | 1992    |
| Evert                 | Erik de Vries                    | 3       | 21         | Eindexamen          | 1992    |
| Van Doorn             | Filip Bolluyt                    | 3       | 21         | Eindexamen          | 1992    |
| Hermans               | Martijn Oversteegen              | 3       | 21         | Eindexamen          | 1992    |
| Gijs                  | Frits Lambrechts                 | 3       | 21         | Eindexamen          | 1992    |
| Harry                 | Jo Vischer Jr.                   | 3       | 21         | Eindexamen          | 1992    |
| Jadzia                | Sasia Deck                       | 3       | 23         | Ha, die Jadzia      | 1992    |
| Fred Winkelman        | Eugène Ligtvoet                  | 3       | 23         | Ha, die Jadzia      | 1992    |
| Anna                  | Jenny Arean                      | 3       | 29         | De advertentie      | 1992    |
| Kitty                 | Ellis van Maarseveen             | 3       | 29         | De advertentie      | 1992    |
| Roberto               | Ezio Pierotti                    | 3       | 29         | De advertentie      | 1992    |
| Tony                  | Julien Croiset                   | 4       | 30         | Het huis uit        | 1992    |
| Renée                 | Marthe van der Noordaa           | 4       | 30         | Het huis uit        | 1992    |
| Serveerster           | Ingeborg Loedeman                | 4       | 31         | Niet mals           | 1992    |
| Tine                  | Ingeborg Loedeman                | 5       | 50         | In de klem          | 1993    |
| Paul                  | Gerald Stadwijk                  | 4       | 32         | De behangers        | 1992    |
| Zita                  | Margo Dames                      | 4       | 33         | In je mand          | 1992    |
| Peters                | Robin Kortlang                   | 4       | 33         | In je mand          | 1992    |
| Jetje Koedoot         | Marlies van Alcmaer              | 4       | 34         | Wie volgt..?        | 1992    |
| Hannie Jonas          | Caroline van Gastel              | 4       | 34         | Wie volgt...?       | 1992    |
| Klusjesman            | Jan van Eijndthoven              | 4       | 35         | De klusjesman       | 1992    |
| Mans                  | Adriaan Adriaanse                | 4       | 35         | De klusjesman       | 1992    |
| Paardekoper           | Wim van Rooij                    | 4       | 36         | Heerlijk avondje    | 1992    |
| Bert                  | Gert-Jan Louwe                   | 4       | 36         | Heerlijk avondje    | 1992    |
| Anna                  | Sjolanda Velland                 | 4       | 37         | Shampoo             | 1992    |
| Willem                | Wim Bax                          | 4       | 37         | Shampoo             | 1992    |
| Willem                | Wim Bax                          | 4       | 40         | De afspraak         | 1992    |
| Mevr. Smit            | Ellis van den Brink              | 4       | 38         | Vakantiewerk        | 1992    |
| Karel                 | Hugo Metsers (1968)              | 4       | 38         | Vakantiewerk        | 1992    |
| Restaurant bezoekers  | Gerard Borkus                    | 4       | 38         | Vakantiewerk        | 1992    |
| Restaurant bezoekers  | Markus van der Mast              | 4       | 38         | Vakantiewerk        | 1992    |
| Rita                  | Natasha Gerson                   | 4       | 40         | De afspraak         | 1992    |
| Dolf Plaat            | Hugo Metsers (1943)              | 4       | 41         | Krijt op tijd       | 1993    |
| Koos                  | Hero Muller                      | 4       | 41         | Krijt op tijd       | 1993    |
| Journalist            | Machiel van Cooten               | 4       | 41         | Krijt op tijd       | 1993    |
| Jongen                | Maarten Ooms                     | 4       | 41         | Krijt op tijd       | 1993    |
| Hubert                | Herman Vinck                     | 4       | 42         | Buslijn Begeerte    | 1993    |
| Oma Lagerveen         | Coby Timp                        | 4       | 42         | Buslijn Begeerte    | 1993    |
| Anne                  | Jet de Jong                      | 4       | 42         | Buslijn Begeerte    | 1993    |
| Heren in de gang      | Jaap Houtkamp                    | 4       | 42         | Buslijn Begeerte    | 1993    |
| Heren in de gang      | Willem Boersma                   | 4       | 42         | Buslijn Begeerte    | 1993    |
| Renske                | Marlies Somers                   | 5       | 43         | De verbouwing       | 1993    |
| Dhr. Peters           | Jules Hamel                      | 5       | 44         | De videocamera      | 1993    |
| Dhr. Velleman         | Hans van Hechten                 | 5       | 44         | De videocamera      | 1993    |
| Dimitri               | Theo Olof                        | 5       | 45         | Lang zal ie leven   | 1993    |
| Tante Sophie          | Monique Smal                     | 5       | 47         | Tante Sophie        | 1993    |
| Piet                  | Jeremy Baker                     | 5       | 47         | Tante Sophie        | 1993    |
| Thea                  | Geert de Jong                    | 5       | 49         | Collega's           | 1993    |
| Toos                  | Jentien de Boer                  | 5       | 49         | Collega's           | 1993    |
| Trees                 | Marnie Blok                      | 5       | 49         | Collega's           | 1993    |
| Aty                   | Willemijn van der Ree            | 5       | 51         | Sterallures         | 1993    |
| Floormanager          | Hugo Haenen                      | 5       | 51         | Sterallures         | 1993    |
| Meneer Zwaag          | Miguel Stigter                   | 5       | 51         | Sterallures         | 1993    |
| Joop de Jong          | Luc Lutz                         | 5       | 54         | Blij dat ik rij     | 1993    |
| Pompbediende          | Maarten Wansink                  | 5       | 54         | Blij dat ik rij     | 1993    |
| Examinator            | Onno Innemee                     | 5       | 54         | Blij dat ik rij     | 1993    |
| Agent                 | Michiel Zeegers                  | 5       | 54         | Blij dat ik rij     | 1993    |
| Joyce                 | Marijke Copper                   | 5       | 55         | Reisgezelschap      | 1993    |
| Max Tempelman         | Ton van der Velden               | 5       | 55         | Reisgezelschap      | 1993    |
| Erna Vonk             | Barbara Gozens                   | 3       | 22         | Een geintje         | 1992    |
| Bankbediendes         | Robert ter LindenGertrude Mulder | 3       | 22         | Een geintje         | 1992    |

## Seizoenen
| Seizoen | Afleveringen | Uitzenddatum                        |
| ------- | ------------ | ----------------------------------- |
| 1       | 9            | 16 november 1990 – 14 januari 1991  |
| 2       | 7            | 13 mei 1991 – 24 juni 1991          |
| 3       | 13           | 3 februari 1992 – 27 april 1992     |
| 4       | 13           | 4 oktober 1992 – 11 januari 1993    |
| 5       | 13           | 6 september 1993 – 29 november 1993 |

## Afleveringen

### Seizoen 1
| Aflevering (seizoen) | Afkevering (serie) | Titel           | Uitzenddatum     |
| -------------------- | ------------------ | --------------- | ---------------- |
| 1                    | 1                  | Een nieuw leven | 16 november 1990 |
| 2                    | 2                  | Rotte appels    | 23 november 1990 |
| 3                    | 3                  | Liefde is...    | 30 november 1990 |
| 4                    | 4                  | Verdacht        | 7 december 1990  |
| 5                    | 5                  | Een afspraakje  | 14 december 1990 |
| 6                    | 6                  | Kleingeld       | 21 december 1990 |
| 7                    | 7                  | Protest         | 28 december 1990 |
| 8                    | 8                  | Zoals vroeger   | 7 januari 1991   |
| 9                    | 9                  | Favoriet        | 14 januari 1991  |

### Seizoen 2
| Aflevering (seizoen) | Aflevering (serie) | Titel               | Uitzenddatum |
| -------------------- | ------------------ | ------------------- | ------------ |
| 1                    | 10                 | Carrière            | 13 mei 1991  |
| 2                    | 11                 | Plastic droomwereld | 20 mei 1991  |
| 3                    | 12                 | Feestje             | 27 mei 1991  |
| 4                    | 13                 | Amateurtoneel       | 3 juni 1991  |
| 5                    | 14                 | Burgerwacht         | 10 juni 1991 |
| 6                    | 15                 | Geestverschijning   | 17 juni 1991 |
| 7                    | 16                 | Henriëtte           | 24 juni 1991 |

### Seizoen 3
| Aflevering (seizoen) | Aflevering (serie) | Titel                          | Uitzenddatum     |
| -------------------- | ------------------ | ------------------------------ | ---------------- |
| 1                    | 17                 | Dorpspolitiek                  | 3 februari 1992  |
| 2                    | 18                 | Dagje ouder                    | 10 februari 1992 |
| 3                    | 19                 | Het witte bruggetje            | 17 februari 1992 |
| 4                    | 20                 | De ware                        | 24 februari 1992 |
| 5                    | 21                 | Eindexamen                     | 2 maart 1992     |
| 6                    | 22                 | Een geintje                    | 9 maart 1992     |
| 7                    | 23                 | Ha, die Jadzia                 | 16 maart 1992    |
| 8                    | 24                 | De knokpartij                  | 23 maart 1992    |
| 9                    | 25                 | Kriebels                       | 30 maart 1992    |
| 10                   | 26                 | Het Huwelijk                   | 6 april 1992     |
| 11                   | 27                 | De terugkeer naar Hollumerzand | 13 april 1992    |
| 12                   | 28                 | De vriend                      | 20 april 1992    |
| 13                   | 29                 | De advertentie                 | 27 april 1992    |

### Seizoen 4
| Aflevering (seizoen) | Aflevering (serie) | Titel                 | Uitzenddatum     |
| -------------------- | ------------------ | --------------------- | ---------------- |
| 1                    | 30                 | Het huis uit          | 4 oktober 1992   |
| 2                    | 31                 | Niet mals             | 18 oktober 1992  |
| 3                    | 32                 | De behangers          | 25 oktober 1992  |
| 4                    | 33                 | In je mand            | 1 november 1992  |
| 5                    | 34                 | Wie volgt?            | 8 november 1992  |
| 6                    | 35                 | De klusjesman         | 15 november 1992 |
| 7                    | 36                 | Heerlijk avondje      | 22 november 1992 |
| 8                    | 37                 | Shampoo               | 29 november 1992 |
| 9                    | 38                 | Vakantiewerk          | 14 december 1992 |
| 10                   | 39                 | Leeftijd geen bezwaar | 21 december 1992 |
| 11                   | 40                 | De afspraak           | 28 december 1992 |
| 12                   | 41                 | Krijt op tijd         | 4 januari 1993   |
| 13                   | 42                 | Buslijn Begeerte      | 11 januari 1993  |

### Seizoen 5
| Aflevering (seizoen) | Aflevering (serie) | Titel               | Uitzenddatum      |
| -------------------- | ------------------ | ------------------- | ----------------- |
| 1                    | 43                 | De verbouwing       | 6 september 1993  |
| 2                    | 44                 | De videocamera      | 13 september 1993 |
| 3                    | 45                 | Lang zal ie leven   | 20 september 1993 |
| 4                    | 46                 | Lot uit de loterij  | 27 september 1993 |
| 5                    | 47                 | Tante Sophie        | 4 oktober 1993    |
| 6                    | 48                 | Love Advice Company | 11 oktober 1993   |
| 7                    | 49                 | Collega's           | 18 oktober 1993   |
| 8                    | 50                 | In de klem          | 25 oktober 1993   |
| 9                    | 51                 | Sterallures         | 1 november 1993   |
| 10                   | 52                 | De storm            | 8 november 1993   |
| 11                   | 53                 | De staking          | 15 november 1993  |
| 12                   | 54                 | Blij dat ik rij     | 22 november 1993  |
| 13                   | 55                 | Reisgezelschap      | 29 november 1993  |

## Uitgave op dvd
Van de serie zijn er 47 afleveringen op dvd verschenen en ontbreken er 8 afleveringen. Niet alle afleveringen van de serie zijn bewaard gebleven. Aanvankelijk werden dvd's met de eerste twee seizoenen uitgebracht. Eigenlijk gaat het daarbij om alle bewaarde afleveringen van de eerste drie seizoenen. Van het derde seizoen zijn de afleveringen 6 tot en met 12 niet op dvd uitgebracht. In maart 2011 zijn de resterende afleveringen (in feite de complete seizoenen 4 en 5) op dvd uitgebracht. In 2011 is er een dvd-box verschenen met daarop de meeste afleveringen van de vijf seizoenen, de box heeft daardoor een gewijzigde telling. Er ontbreken zes afleveringen van seizoen 3 en één aflevering van seizoen 4.

## Dvd afleveringen
De afleveringen met een * zijn in slechtere beeldkwaliteit bewaard gebleven. De uitgever van de dvd's, Source1Media, zei dat deze afleveringen helemaal niet bewaard waren en de afleveringen zijn dus niet uitgebracht op dvd. De afleveringen worden echter nog wel herhaald op het themakanaal NPO 1 Extra en zijn nog opvraagbaar bij het Nederlands Instituut voor Beeld & Geluid.
| Televisie | DVD |
| --- | --- |
| Seizoen 1 1. Een nieuw leven 2. Rotte appels 3. Liefde is... 4. Verdacht 5. Een afspraakje 6. Kleingeld 7. Protest 8. Zoals Vroeger 9. Favoriet | Seizoen 1 1. Een nieuw leven 2. Rotte appels 3. Liefde is... 4. Verdacht 5. Een afspraakje 6. Kleingeld 7. Protest 8. Zoals Vroeger 9. Favoriet 10. Carrière 11. Feestje                                                                 |
| Seizoen 2 1. Carrière 2. Plastic droomwereld 3. Feestje 4. Amateurtoneel 5. Burgerwacht 6. Geestverschijning 7. Henriëtte | Seizoen 2 1. Plastic droomwereld 2. Amateurtoneel 3. Burgerwacht 4. Geestverschijning 5. Henriëtte 6. Dorpspolitiek 7. Dagje ouder 8. Het witte bruggetje 9. De ware 10. Eindexamen 11. De advertentie                                   |
| Seizoen 3 1. Dorpspolitiek 2. Dagje ouder 3. Het witte bruggetje 4. De ware 5. Eindexamen 6. Een geintje* 7. Ha, die Jadzia* 8. De knokpartij* 9. Kriebels* 10. Het Huwelijk* 11. De terugkeer naar Hollumerzand* 12. De vriend* 13. De advertentie | Seizoen 3 1. Huis uit 2. Niet mals 3. De behangers 4. In je mand 5. Wie volgt? 6. De klusjesman 7. Heerlijk avondje 8. Shampoo 9. Vakantiewerk 10. Buslijnbegeerte 11. De afspraak 12. Krijt op tijd                                     |
| Seizoen 4 1. Het huis uit 2. Niet Mals 3. De behangers 4. In je mand 5. Wie volgt? 6. De klusjesman 7. Heerlijk avondje 8. Shampoo 9. Vakantiewerk 10. Leeftijd geen bezwaar* 11. De afspraak 12. Krijt op tijd 13. Buslijnbegeerte                 | Seizoen 4 1. De verbouwing 2. De videocamera 3. Lang zal ie leven 4. Lot uit de loterij 5. Tante Sophie 6. Love Advice Company 7. Collega's 8. In de klem 9. Sterallures 10. Storm 11. De staking 12. Blij dat ik rij 13. Reisgezelschap |
| Seizoen 5 1. De verbouwing 2. De videocamera 3. Lang zal ie leven 4. Lot uit de loterij 5. Tante Sophie 6. Love Advice Company 7. Collega's 8. In de klem 9. Sterallures 10. De Storm 11. De staking 12. Blij dat ik rij 13. Reisgezelschap         | |

## Trivia
- Pieter Lutz was in twee afleveringen te zien als Loetje en Louis (Dagje ouder, 1992, en Lang zal ie leven, 1993). In werkelijkheid was Pieter Lutz de broer van Luc Lutz en de oom van Joris Lutz, die in de serie Norbert Hoogendijk en Matthijs Hoogendijk speelden.
- Luc Lutz was niet alleen te zien als Norbert Hoogendijk in de serie, maar had ook een dubbelrol als Joop de Jong in de aflevering Blij dat ik rij (1993).
- Gregor Frenkel Frank deed niet alleen de Nederlandse vertaling voor de serie, maar was ook in twee afleveringen te zien als Dhr. van Keekem (Kleingeld, 1990, en Carrière!, 1991).
- Luc Lutz overleed op 16 november 2001; een dag voor zijn 77e verjaardag en 11 jaar nadat de eerste aflevering (Een nieuw leven, 1990) van de serie begon dat uitgezonden werd op 16 november 1990.